# Comisión General de Medios Audiovisuales
La Comisión General de Medios Audiovisuales (GCAM; en árabe: الهيئة العامة للإعلام المرئي والمسموع‎, romanizado: al-Hy'eh al'Amah lel-E'elam al-Mar'ey wal-Masmoo' es una organización gubernamental en Arabia Saudita fundada en 2012 y responsable del desarrollo, regulación y supervisión de la transmisión y el contenido de medios audiovisuales dentro del país. GCAM informa al Ministerio de Medios y es independiente en términos de finanzas y administración.

## Responsabilidades
GCAM lleva a cabo y regula y aplica políticas a las actividades audiovisuales de conformidad con la "política de medios" del Reino, así como proporciona servicios conexos para facilitar la difusión de contenidos. además, emite y gestiona licencias para la transmisión y el contenido de los medios audiovisuales. GCAM también es responsable de cuestiones técnicas y especificaciones relacionadas con los medios de comunicación, tales como proporcionar la aprobación para el espectro de frecuencias, dispositivos de transmisión de medios.

## Cine saudí
En diciembre de 2018, la Comisión General de Medios Audiovisuales, presidida por el Ministerio de Cultura e Información (actualmente Ministerio de Medios de Comunicación) anunció la reapertura del cine en el Reino, donde la comisión se encargará de conceder licencias a los cines.

## Sistemas de clasificación por edad de Arabia Saudita

### Videojuegos
En agosto de 2016, GCAM introdujo el sistema oficial de clasificación de edad de Arabia Saudita para videojuegos. Esto se produjo después de dos años de investigación, y trabajando en estrecha colaboración con la oficina saudí de Sony MEA, quien maneja la marca PlayStation en el país. El primer título del juego publicado bajo la clasificación de GCAM es Uncharted 4: A Thief's End. Cualquier juego está efectivamente prohibido si GCAM se niega a calificarlo. Las clasificaciones incluyen lo siguiente:
| Icono | Índice               | Descripción |
| ----- | -------------------- | --- |
|       | 3                    | Contenido de videojuegos adecuado solo para mayores de 3 años. |
|       | 7                    | Contenido de videojuegos adecuado solo para mayores de 7 años. |
|       | 12                   | Contenido de videojuegos adecuado solo para mayores de 12 años. |
|       | 16                   | Contenido de videojuegos adecuado solo para mayores de 16 años. |
|       | 18                   | Contenido de videojuegos adecuado solo para mayores de 18 años. |
|       | 21                   | (Introducido en 2025) Contenido de videojuegos adecuado solo para mayores de 21 años.                                                                                  |
|       | Para ser clasificado | (Introducido en 2020) El contenido de los videojuegos aún no se ha clasificado. Este símbolo se utiliza en el marketing temprano antes del lanzamiento de dicho juego. |

### Películas
GCAM introdujo el sistema oficial de clasificación de edad de Arabia Saudita para películas tras el anuncio de diciembre de 2017 de la reapertura de salas de cine en el país. Cualquier película es efectivamente prohibida o editada si dicha película no aprueba los estándares de censura de GCAM. Los teatros están obligados a denegar la admisión a cualquier menor de edad mínima de ver películas clasificadas como R15 o R18. Las clasificaciones incluyen lo siguiente:
| Icono | Índice | Edad adecuada    | Descripción                                                                       |
| ----- | ------ | ---------------- | --------------------------------------------------------------------------------- |
|       | G      | Todas las edades | El cine es adecuado para un público general de todas las edades.                  |
|       | PG     | Todas las edades | Se recomienda orientación de los padres para el público de cine menor de 12 años. |
|       | PG12   | 12 años o más    | El público cinematográfico menor de 12 años debe ir acompañado por un adulto.     |
|       | PG15   | 15 años o más    | El público cinematográfico menor de 15 años debe ir acompañado por un adulto.     |
|       | R15    | 15 años o más    | La audiencia de cine menor de 15 años está prohibida para ser admitida.           |
|       | R18    | 18 años o más    | La audiencia de cine menor de 18 años está prohibida para ser admitida.           |

#### Calificaciones anteriores
| Icono | Índice | Descripción                                                             | Años de uso |
| ----- | ------ | ----------------------------------------------------------------------- | ----------- |
|       | R12    | La audiencia de cine menor de 12 años está prohibida para ser admitida. | 2018-2022   |